# Questi ragazzi
Pour plus de détails, voir Fiche technique et Distribution.
Questi ragazzi est un film italien réalisé par Mario Mattoli, sorti en 1937.

## Fiche technique
- Titre : Questi ragazzi
- Réalisation : Mario Mattoli
- Scénario : Aldo De Benedetti d'après la pièce de Gherardo Gherardi
- Musique : Giovanni Fusco, Umberto Mancini (it) et Vittorio Mascheroni
- Pays d'origine : Royaume d'Italie
- Format : Noir et blanc - 1,37:1 - Mono
- Genre : comédie
- Durée : 68 minutes
- Date de sortie : 1937

## Distribution
- Vittorio De Sica : Vincenzo
- Paola Barbara : Giovanna
- Giuditta Rissone : Zia Lucia
- Enrico Viarisio : Giangiacomo Pastori
- Armando Migliari : le docteur Andrea
- Adele Garavaglia (it) : Ninetta
- Checco Rissone